# (72632) Coralina
(72632) Coralina – planetoida z pasa głównego asteroid okrążająca Słońce w ciągu 5,7 lat w średniej odległości 3,19 au. Odkryta 23 marca 2001 roku. Przed nadaniem nazwy planetoida nosiła oznaczenie tymczasowe (72632) 2001 FF31.